# Dubovec (Gornja Stubica)
Dubovec est un village de la municipalité de Gornja Stubica (comitat de Krapina-Zagorje) en Croatie. Au recensement de 2011, le village comptait 328 habitants.